# Rubrica (giornalismo)
Una rubrica è uno spazio fisso, accordato ad un opinionista o a un esperto, pubblicato a intervalli regolari su un quotidiano o un periodico. Le caratteristiche che la differenziano dagli altri articoli sono: la ricorrenza regolare; l'esplicita presenza di un punto di vista e la caratterizzazione grafica (elemento che la distingue dagli altri articoli presenti nella pagina).

## In Italia

### Storia
Nel giornalismo italiano alcune rubriche hanno ottenuto un particolare gradimento da parte del pubblico. Tra esse:
- Taccuino di Vittorio Gorresio sulla «Stampa» (cronache e commenti sui fatti politici);
- Fortebraccio di Mario Melloni sull'«Unità» (satira politica);
- Diciamoci tutto di Enzo Biagi sulla «Stampa»
- Controcorrente di Indro Montanelli sul «Giornale» (corsivo politico)
- La bustina di minerva, rubrica di Umberto Eco (1932-2016) su argomenti di cultura, società e costume, attualità, linguistica, comparsa sul settimanale l'Espresso dal 1985 fino alla morte dell'autore.

### Tutela giuridica della rubrica
La legge italiana sul diritto d'autore tutela la rubrica a condizione che sia ricorrente e caratterizzata da segni particolari. La tutela riguarda il titolo e il contenuto della rubrica.